# 李鴻藻

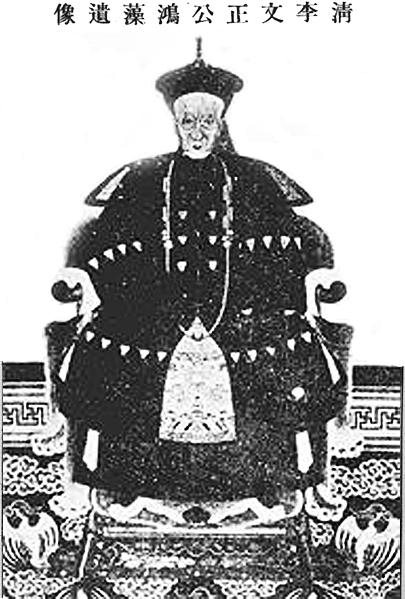
李鴻藻

李 鴻藻（り こうそう、Li Hongzao、1820年 - 1897年）は、清末の政治家。同治帝の帝師。字は蘭孫。直隷省高陽県出身。
1844年に挙人、1852年に進士となり、翰林院庶吉士に選ばれ、編修や河南学政を歴任した。1861年、咸豊帝の皇子載淳（後の同治帝）が学問を始める年齢になると、大学士彭蘊章の推薦で帝師となった。1865年に同治帝が即位すると内閣大学士・軍機大臣となり、1872年に工部尚書となった。1874年10月に同治帝の病が重くなると、皇帝に代わって奏摺（臣下からの奏上書）に硃批（本来は皇帝が奏摺に朱筆で入れる意見や指示）を加えている。
同治帝の後を継いだ光緒帝からも重用され礼部尚書・兵部尚書・吏部尚書を歴任し、翁同龢と共に光緒帝を支えた。李鴻章の親族と誤解されやすいが血縁関係はなく、清仏戦争や日清戦争では主戦論を唱えるなど李鴻章とは政敵であった。死後、太子太傅と文正の諡号を贈られた。北京師範大学の校長を務めた李石曽は子にあたる。